# モルタ

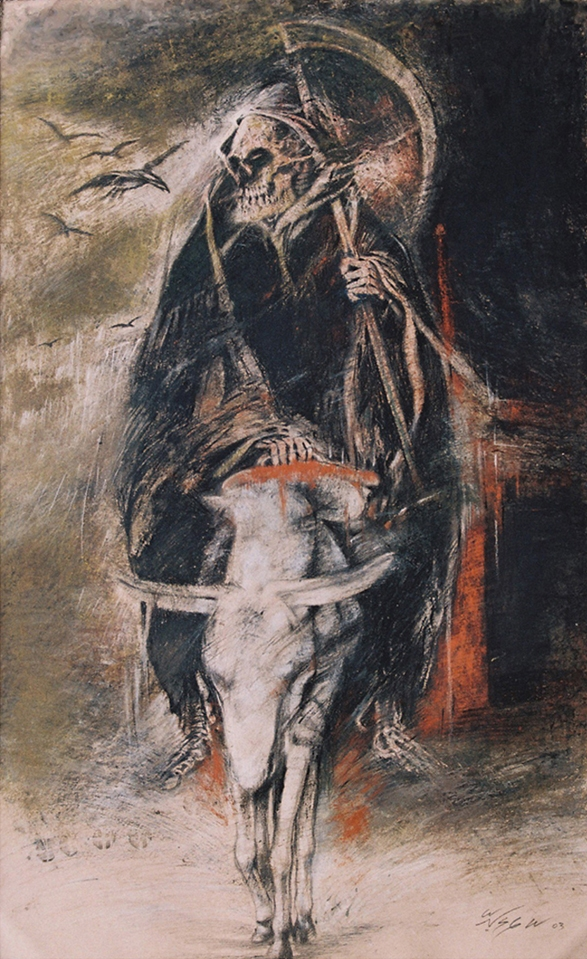
アントニオ・ガルシア・ベガ「モルタ」

モルタ（Morta）は、ローマ神話における「運命の三女神」こと「パルカエ」の一柱。死の女神でもある。
運命の糸を絶つ役割を担っており、ギリシア神話のモイラの一柱「アトロポス」と同一視される。「未来」を司る神とされる。